# Strafantrag (Deutschland)
Ein Strafantrag ist das Verlangen einer Person, dass jemand wegen einer bestimmten Straftat strafrechtlich verfolgt wird. Er ist von der Strafanzeige zu unterscheiden (s. u.).
Geregelt ist der Strafantrag in Deutschland in den § 77 bis 77e des Strafgesetzbuches (StGB) und § 158 der Strafprozessordnung (StPO).

## Antragsdelikt, Offizialdelikt
Bei einem Antragsdelikt ist der Strafantrag Voraussetzung für die Strafverfolgung (z. B. bei Hausfriedensbruch und in der Regel auch bei Beleidigung). Den Gegensatz hierzu bildet das Offizialdelikt, das stets von Amts wegen verfolgt wird.
Es werden absolute und relative Antragsdelikte unterschieden. Bei absoluten Antragsdelikten ist die Erhebung der öffentlichen Klage durch die Staatsanwaltschaft aufgrund der gesetzlichen Bestimmungen vom Vorliegen eines Antrages abhängig (z. B. § 123 StGB: Hausfriedensbruch), wohingegen bei den relativen Antragsdelikten die Strafverfolgungsbehörde sich über das Fehlen des Strafantrags hinwegsetzen darf, wenn sie ein besonderes öffentliches Interesse an der Strafverfolgung bejaht. Dies ist eine Ermessensentscheidung der Staatsanwaltschaft, die nach herrschender Meinung vom Gericht nicht überprüft werden kann. Ein relatives Antragsdelikt ist z. B. die (einfache) Körperverletzung (§ 223, § 230 StGB).
Einige Delikte werden beim Hinzutreten besonderer Umstände zu Antragsdelikten. So sind Diebstahl, Unterschlagung, Betrug und Untreue grundsätzlich Offizialdelikte. Beziehen sie sich jedoch auf geringwertige Sachen bzw. geringwertige Vermögensvorteile, so sind sie nur als relative Antragsdelikte verfolgbar (§ 248a, § 263 Abs. 4, § 266 Abs. 2 StGB). Noch weiter gehen die Beschränkungen bei den genannten Delikten, wenn die Tat durch einen Angehörigen des Geschädigten begangen wird oder zwischen Täter und Geschädigtem eine häusliche Gemeinschaft besteht. Dann kann die Tat als absolutes Antragsdelikt unabhängig von der Schadenshöhe gemäß § 247 StGB nur auf Antrag verfolgt werden.
Umgekehrt wird das relative Antragsdelikt § 303b Abs. 2 StGB (Computersabotage bei betrieblichen oder behördlichen Datenverarbeitungen) zu einem Offizialdelikt, wenn ein besonders schwerer Fall gemäß § 303b Abs. 4 StGB vorliegt, denn § 303c StGB sieht nur für § 303b Abs. 1 bis 3 ein Antragserfordernis bzw. das besondere öffentliche Interesse an der Strafverfolgung vor.
Die Staatsanwaltschaft bzw. Strafverfolgungsbehörde wird in der Regel erst dann tätig, wenn ein wirksamer Strafantrag vorliegt. Nur wenn zu befürchten ist, dass wichtige Beweismittel verloren gehen könnten, beginnt sie schon zuvor mit den Ermittlungen. Spätestens bei Anklageerhebung muss der Strafantrag jedoch vorliegen.

## Rechtsnatur
Der Strafantrag ist nicht Tatbestandsmerkmal oder Strafbarkeitsbedingung, sondern nur Prozessvoraussetzung (Strafverfolgungsvoraussetzung). Die Tat ist daher auch dann rechtswidrig, wenn kein Strafantrag gestellt wird. Ohne einen nötigen Strafantrag liegt zwar eine Straftat vor, das Verfahren ist aber (ergänze: jedenfalls bei absoluten Antragsdelikten) einzustellen.
Im praktischen Sinne kann die Staatsanwaltschaft nur dann ermitteln, wenn ein Antrag vorliegt und wenn tatsächliche Anhaltspunkte für eine begangene Straftat vorliegen. Voraussetzung ist der nötige Anfangsverdacht.
Durch Beweisverbote, die regelmäßig bei Informationen im Kernbereich privater Lebensgestaltung entstehen, kann die Behörde im praktischen Sinne keine Verfolgung anstreben, auch wenn es sich nicht um ein Antragsdelikt handelt.
Eine Festnahme aufgrund eines Verdachtes einer absolut antragspflichtigen Straftat (absolutes Antragsdelikt) ist auch dann möglich, wenn kein Strafantrag vorliegt. Dies gilt entsprechend, wenn eine Straftat nur mit Ermächtigung oder auf Strafverlangen verfolgbar ist, § 127 Abs. 3 StPO.

## Antragsberechtigung
Antragsberechtigt ist in der Regel nur derjenige, der durch die Tat verletzt ist, § 77 StGB. Dies ist derjenige, in dessen Rechtsbereich die Tat unmittelbar eingreift bzw. beim Versuch eingreifen sollte. Dies ist der Träger des durch die Tat unmittelbar verletzten Rechtsguts. Es ist also eine Frage des persönlichen Schutzbereiches der jeweils verletzten Strafnorm. Bei Hausfriedensbruch nach § 123 StGB ist also Verletzter der Inhaber des Hausrechts.
Das Antragsrecht ist höchstpersönlich und erlischt in der Regel mit dem Tod. Dies ist beispielsweise beim Haus- und Familiendiebstahl nach § 247 StGB der Fall. Das Antragsrecht ist weder vererblich noch durch Rechtsgeschäft übertragbar. Nur in den vom Gesetz bestimmten Fällen geht das Antragsrecht beim Tode auf die Angehörigen über (§ 77 Abs. 2 StGB).
Bei Geschäftsunfähigkeit bzw. beschränkter Geschäftsfähigkeit des Verletzten ist der gesetzliche Vertreter (Eltern, Vormund, Betreuer) antragsberechtigt (§ 77 Abs. 3 StGB); ein Betreuer aber nur dann, wenn er für diesen Aufgabenkreis bestellt wurde. Einer ausdrücklichen Erwähnung der Befugnis zur Stellung eines Strafantrags bedarf es jedenfalls dann nicht, wenn die Betreuung gerade wegen der Aufdeckung möglicher strafrechtlich relevanter Vorwürfe nötig war.
Bei Amtsträgern kann in bestimmten Fällen den Antrag auch der Dienstvorgesetzte stellen, § 77a StGB. Siehe hierzu zum Beispiel zur sogenannten Beamtenbeleidigung § 194 Abs. 3 S. 1 StGB.

## Inhalt, Formlosigkeit, Frist, Rücknahme
Sind dem Verletzten (bzw. einem anderen Antragsberechtigten) die Tat und die Person des Täters bekannt, so hat er drei Monate Zeit (§ 77b StGB) zu erklären, dass er die Strafverfolgung wünscht.
Ist die Frist am 18. Geburtstag des minderjährigen Verletzten noch nicht abgelaufen (z. B. weil die Eltern nicht mindestens drei Monate davor von der Tat und dem Täter erfahren haben), kann er selbst den Antrag stellen.
Grundsätzlich ist es nicht maßgeblich, ob der Antragsberechtigte explizit das Wort „Strafantrag“ benutzt, solange sich aus seinem Vorbringen zweifelsfrei erkennen lässt, dass er die strafrechtliche Verfolgung einer bestimmten Tat verlangt (sogenannter Verfolgungswillen). Der Strafantrag ist bedingungsfeindlich.
Nach einer Änderung des § 158 Abs. 2 StPO ist seit 17. Juli 2024 ein Strafantrag auch elektronisch (z. B. durch E-Mail) möglich, wenn die Identität und der Verfolgungswille der antragstellenden Person sichergestellt ist; welche Voraussetzungen bei E-Mail vorliegen müssen, damit die Identität als eindeutig festgestellt gilt, muss aber von den Gerichten noch geklärt werden (Stand Herbst 2024). Vor dieser Gesetzesänderung war ein Strafantrag per E-Mail gänzlich formunwirksam.
Eine Tat, die nur auf Antrag verfolgbar ist, wird nicht verfolgt, wenn der Antragsberechtigte es unterlässt, den Antrag bis zum Ablauf einer Frist von drei Monaten zu stellen. Die Frist beginnt mit Ablauf des Tages, an dem der Antragsberechtigte von der Tat und der Person des Täters Kenntnis erlangt (§ 77b StGB). Ein Strafantrag kann dennoch auch gegen einen noch unbekannten Täter gestellt werden.
Der Strafantrag kann bis zum rechtskräftigen Abschluss des Strafverfahrens zurückgenommen werden, § 77d Abs. 1 S. 1 StGB. Danach kann er jedoch nicht erneut gestellt werden, § 77d Abs. 1 S. 3 StGB. Eine Rücknahme kann Kosten für den Antragsteller verursachen (§ 470 StPO), kann jedoch an die Bedingung geknüpft werden, dass der Antragssteller von den Kosten und Auslagen freigestellt wird.

## Abgrenzung
Eine Strafanzeige gemäß § 158 Absatz 1 Satz 1 Alternative 1 StPO beinhaltet ausschließlich die Unterbreitung eines Lebenssachverhaltes gegenüber einem Strafverfolgungsorgan. Der Strafantrag gemäß § 158 Absatz 1 Satz 1 Alternative 2 StPO besteht in einer gerade darüber hinausgehenden Bekundung eines Strafverfolgungsbegehrens gegenüber einem solchen Strafverfolgungsorgan (sogenannter Strafantrag „im weiteren Sinne“).
Der Strafantrag im Sinne von § 158 Absatz 1 Satz 1 Alternative 1 und § 171 Satz 1 StPO ist somit kein Strafantrag im Sinne des § 158 Absatz 2 StPO in Verbindung mit § 77 bis § 77e StGB, da der Strafantrag „im weiteren Sinne“ auch von Dritten gestellt werden kann, die nicht im Sinne des § 77 StGB antragsberechtigt sind. Der Strafantrag gemäß § 158 Absatz 2 StPO in Verbindung mit § 77 bis § 77e StGB wird daher auch als Strafantrag „im engeren Sinne“ bezeichnet.
§ 171 Satz 1 StPO besagt, dass demjenigen, der einen Antrag auf Erhebung der öffentlichen Klage gestellt hat (gemeint ist der Strafantrag „im weiteren Sinne“ gemäß § 158 Absatz 1 Satz 1 Alternative 2 StPO), Mitteilung darüber zu machen ist, dass ein Abschluss des Ermittlungsverfahrens verfügt worden ist oder dem Antrag auf Erhebung der öffentlichen Klage keine Folge gegeben worden ist.
Die Verfolgungsverjährung tritt unabhängig davon ein, ob der Verletzte erfahren hat, wer der Täter war.